# Mount Ptolemy, Antarktis
Mount Ptolemy är ett berg i Antarktis. Det ligger i Västantarktis. Argentina, Chile och Storbritannien gör anspråk på området. Toppen på Mount Ptolemy är 1 122 meter över havet, eller 111 meter över den omgivande terrängen. Bredden vid basen är 2,3 km.
Terrängen runt Mount Ptolemy är varierad. Trakten är obefolkad. Det finns inga samhällen i närheten.